# Roger Raveel

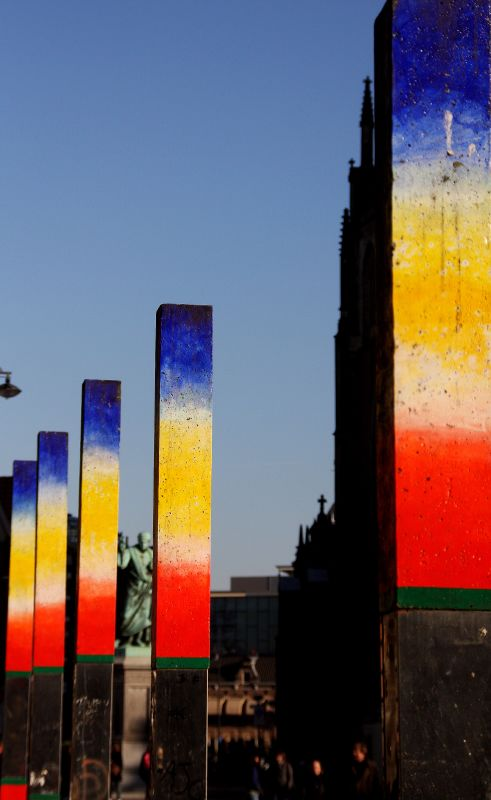
Palen van Haarlem, Grote Markt, Haarlem, 2004

Roger Henri Kamiel ridder Raveel (Machelen-aan de Leie, 15 juli 1921 – Deinze, 30 januari 2013) was een Vlaams postexpressionistisch kunstschilder en maker van keramiek en kunstobjecten. Hoewel zijn werk niet goed valt onder te brengen in een van de bekende kunststromingen, wordt het verwant geacht aan popart.

## Biografie

### Opleiding en vorming
Raveel kreeg zijn eerste academische opleiding van Hubert Malfait (1898-1971) te Deinze van 1933 tot 1937 en, als vrije leerling, van 1940 tot 1941. Die opleiding zette hij van 1942 tot 1945 voort aan de Koninklijke Academie voor Schone Kunsten van Gent. Ook hier kreeg hij les van Hubert Malfait, die hem de techniek van Frans Hals en Rubens leerde kennen. Raveel leerde relativeren van een andere docent, Jos Verdegem, die woorden van lof sprak over zijn werk. Zelf vond Raveel dat zijn eerste mentor eigenlijk de Italiaanse schilder, beeldhouwer en architect Giotto (1267-1337) was. Raveel gaf van 1960 tot 1973 zelf les aan de academie van Deinze. In 1995 werd Raveel in de adelstand verheven als ridder.

### De nieuwe figuratie, de nieuwe visie
In 1948 richtte hij de groep La Relève op met Jan Burssens, Kamiel D'Havé en Pierre Vlerick. Hij had het gevoel dat hij alles opnieuw moest bekijken en de zaken in een ander licht moest beschouwen. Invloed van gegevens uit de fysica en nieuwe technische ontwikkelingen gaven hem een andere kijk op de wereld. Hij wilde dat nieuwe wereldbeeld zichtbaar maken in zijn kunst, die daardoor een heel aparte en specifieke vormgeving en inhoud kreeg. In zijn wereld kan een schaduw wit zijn, zoals de schaduw van de tafelpoot in de kleurenlitho Tafel met koffiekan (1970).
In de periode 1955-1961 werkte Raveel vooral abstract. Van 1960 tot 1962 maakte hij studiereizen naar Italië. In de jaren 60 ontpopte hij zich tot gangmaker van de nieuwe figuratie; samen met Raoul De Keyser, Etienne Elias en de Nederlander Reinier Lucassen werkte hij in 1966 aan plafondschilderingen in het kasteel te Beervelde, België. Het abstraherende van Piet Mondriaan en het expressionisme van Vincent van Gogh waren inspiratiebronnen bij het ontstaan van de schilderstijl die ook bekend werd als de 'nieuwe visie'.
Het kelderfresco in het Kasteel te Beervelde, in 1966, met deze vrienden, vormde een eerste hoogtepunt van de 'nieuwe visie', naast het Dulcia-project van Zottegem in 1969. Bij de Brusselse Noord-Zuidverbinding kreeg hij in 1977 een opdracht voor een muurschildering in het metrostation Merode toegewezen en in 1989 realiseerde hij een ruimtelijke muurschildering in het gebouw van het Loodswezen in Oostende. In de grote kunstmanifestatie "Beaufort 2003", langs de hele Belgische kustlijn, beschilderde hij een volledig tramstel van De Lijn.

### Stijlkenmerken
Raveels stijl wordt gekenmerkt door de mengeling van abstract en figuratief schilderen. In het beeld van een typische Vlaamse landelijke achtertuin met wasdraad en betonnen muurtjes verschijnt bijvoorbeeld een volledig wit vierkant (bijna het waarmerk van een Raveel). Die witte vlakken stellen in feite leegtes voor of afwezigheid. Beweging gaf hij weer door het schilderen van vlekken, omdat een bewegend object niet kan worden weergegeven met een scherpe afbeelding ervan. Raveel integreerde soms spiegels in zijn werken, zodat de omgeving deel van zijn werk kon worden. Hij deed dit onder meer in Karretje om de hemel te vervoeren (1968), maar ook met twee tegenover elkaar staande spiegels in zijn project Beervelde. Motieven in felle, vitale kleuren werden soms met donkere contouren afgelijnd.
In een aantal werken nam Raveel reële objecten in het schilderij op: houten bedstijlen in Herinneringen aan het doodsbed van mijn moeder (1965), zelfs een kooitje met een levende duif in 'Neerhof met een levende duif' (1962). Enkele keren maakte Raveel ook driedimensionale objecten, zoals het kubusvormige Karretje om de hemel te vervoeren of witte houten zwanen voor de reien in Brugge.
Raveel werkte niet alleen als schilder, maar ook als graficus. In 1984 verschenen bijvoorbeeld 33 prenten van zijn Genesis , vergezeld van de 33 erbij passende gedichten van Hugo Claus. Ook maakte hij talrijke keramieken.

### Retrospectief
Naar aanleiding van de 85ste verjaardag van de schilder was er begin 2007 een overzichtstentoonstelling in de Venetiaanse Gaanderijen op de dijk te Oostende, met als titel De schilder spreekt. In deze expo werd zowel het plastische als het literaire werk van Raveel belicht. Behalve schilderijen, tekeningen en grafiek waren er objecten, installaties en kunstenaarsboeken tentoongesteld. Raveel ontwierp verder voor het Koningspark te Oostende de permanent opgestelde installatie Confrontatie.

### Museum
Sinds 1999 heeft hij zijn eigen museum in zijn geboortedorp Machelen-aan-de-Leie, gebouwd naar een ontwerp van architect Stéphane Beel. Het bestaat uit een ouder gebouw dat is gerestaureerd en een nieuw gedeelte. In het nieuwe gedeelte is een belangrijk deel van zijn eigen werk ondergebracht. De opstelling is geplaatst in chronologische volgorde en toont aldus de ontwikkeling die de schilder doormaakte. In het oude gedeelte zijn er wisseltentoonstellingen. In het voorjaar van 2010 was er een hommage aan Zulma, Raveels overleden echtgenote. Er waren schilderijen en tekeningen te zien van de kunstenaar met het beeld van Zulma, zijn favoriete model. Na zijn dood bracht het museum hulde aan de kunstenaar met de expositie Tekeningen en objecten (en enkele schilderijen).

### Privéleven

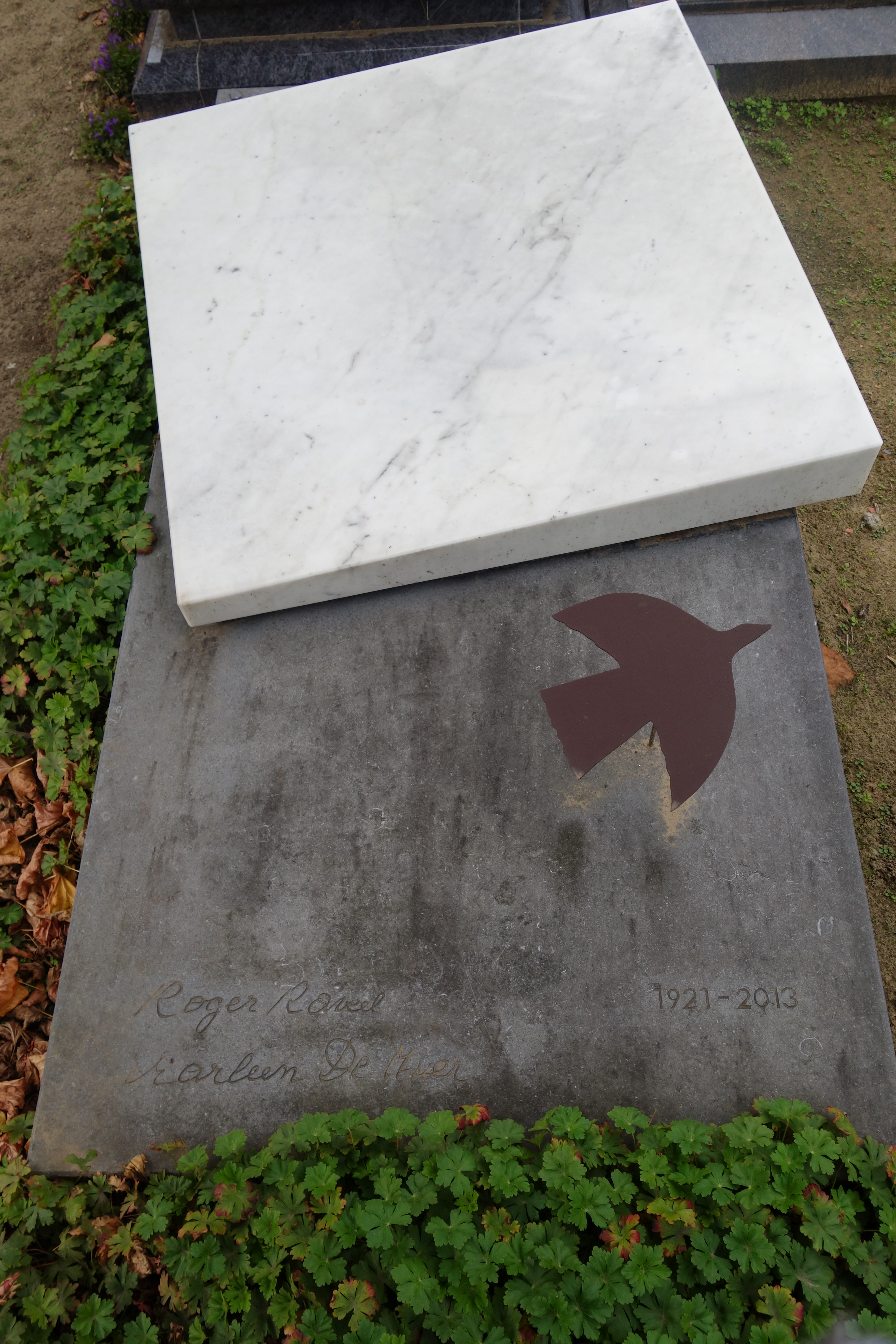
Graf Roger Raveel, Machelen-aan-de-Leie, 2018

Op 17 mei 2009 verloor de schilder de 96-jarige Zulma De Nijs, die hij zijn muze noemde. Op 3 februari 2011 hertrouwde Roger Raveel met Marleen De Muer, een onderwijzeres van de basisschool in Lotenhulle. Raveel overleed begin 2013 aan de gevolgen van een longontsteking in het Sint-Vincentiusziekenhuis van Deinze. 
Eind 2013 plaatste men een monument op het graf van de kunstschilder op het kerkhof van Machelen-aan-de-Leie naar een ontwerp van architect Marc Felix.

## Prijzen en titels
- Prijs Jonge Belgische Schilderkunst (1958 en 1960), eervolle vermelding
- Onderscheiding in de Europaprijs (1962)
- Internationale Joost van den Vondelprijs (1983)
- Gouden Erepenning van de Vlaamse Raad (1992)
- Adellijke titel van Ridder (1995)
- Achilles Van Ackerprijs (1996)
- Gouden Penning van de Koninklijke Vlaamse Academie van België voor Wetenschappen en Kunsten (2004)
- Ridder in de Kroonorde
- Ridder in de Leopoldsorde

## Werk in openbare collecties (selectie)
- Gemeentemuseum Helmond[5]
- Rijksmuseum Amsterdam[6]
- Stedelijk Museum voor Actuele Kunst, Gent, België[7]
- Stedelijk Museum (Amsterdam)[8]
- Van Abbemuseum, Eindhoven